# Церковь Параскевы Пятницы на Торгу
Церковь Параске́вы Пя́тницы на Торгу — недействующий православный храм в Великом Новгороде, входящий в архитектурный комплекс Ярославова дворища. Представляет собой крестово-купольную трёхнефную четырёхстолпную постройку с одной главой и тремя апсидами (две из которых внутренние).

## История
Являлась патрональным храмом купцов древнего Новгорода. Названа в честь великомученицы Параскевы Пятницы, считавшейся покровительницей новгородского купечества. Кроме того, по пятницам открывался и работал новгородский Торг. Первая деревянная церковь на месте нынешней была построена в 1156 году заморскими купцами. «Заморскими» назывались новгородские купцы, торговавшие «за морем», то есть за границей.
В 1191 году некий Константин с братом поставили на этом месте новую деревянную церковь того же имени. Позднее летопись сообщает, что в 1207 году было окончено строительство уже каменной церкви. Её опять же воздвигли заморские купцы.
Церковь неоднократно перестраивалась. Так, в 1345 году, согласно летописи, «порушилась в великий пожар», после чего подверглась серьёзной перестройке. В XVI веке она также, уже по инициативе московских купцов, подверглась крупной переделке. Тем не менее, несмотря на многочисленные изменения, внешний облик церкви сохранился достаточно для того, чтобы представить её в первоначальном виде.
В документах также сохранилось 15 свидетельств о пожарах, случившихся в храме, в том числе сообщения о его поновлениях в разные времена.
Восстановление церкви в XX веке продолжалось почти 50 лет: оно началось ещё в 1954 году, а окончательно завершилось в наши дни. Сейчас в храме размещается своеобразный музей истории новгородского зодчества.

## Архитектура

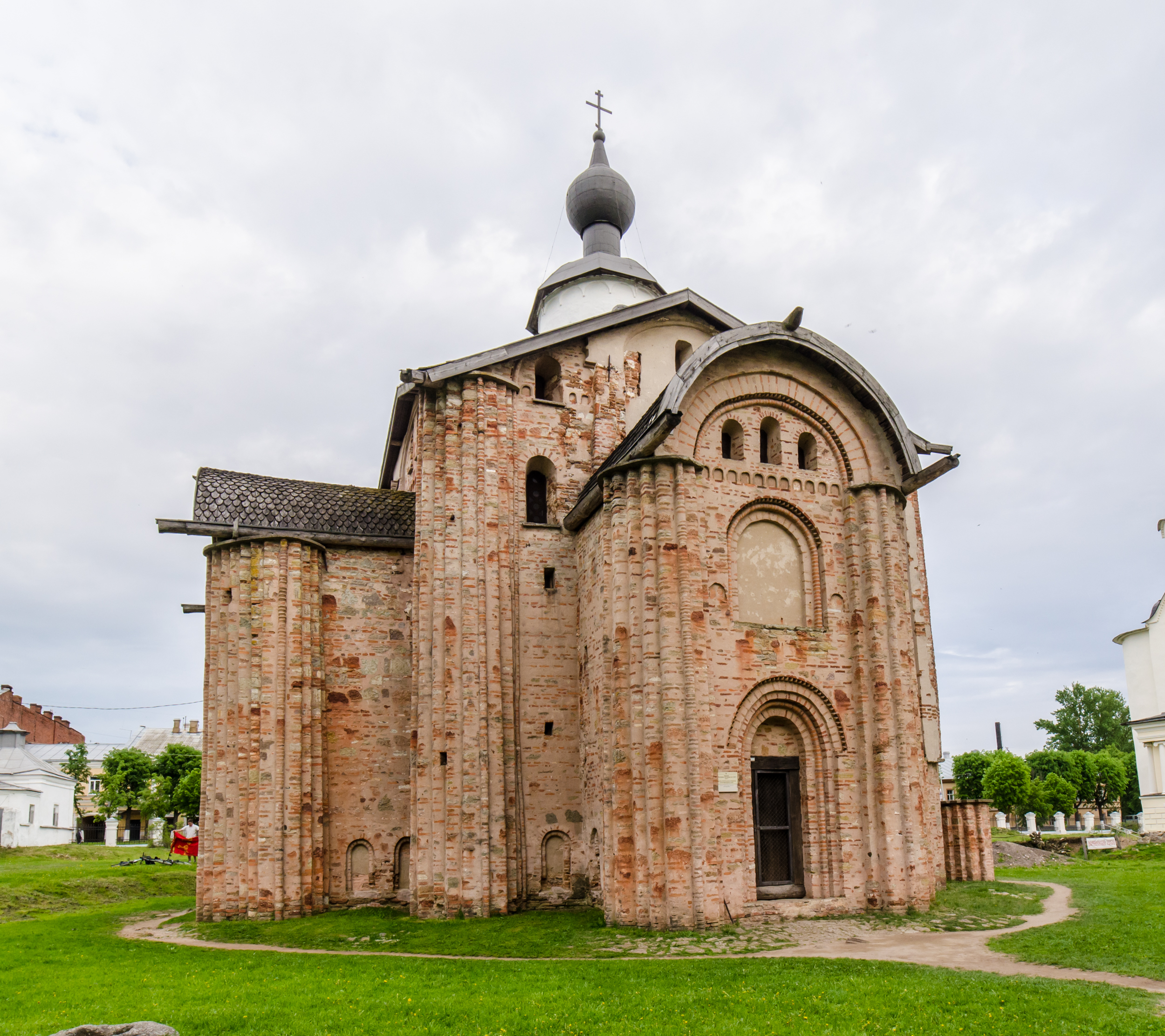
Вид с запада

Церковь представляет собой крестообразную постройку с шестью столбами. Четыре из них круглые, что совершенно нетипично для новгородского строительства. У храма снаружи видна лишь одна апсида, однако имеются ещё две внутренние. К основному объёму Пятницкой церкви с трёх сторон примыкали пониженные притворы (нартексы). Из приделов сохранился только северный, от двух других дошли лишь небольшие фрагменты, и они пристроены реставраторами заново. Имеется внутристенная лестница.

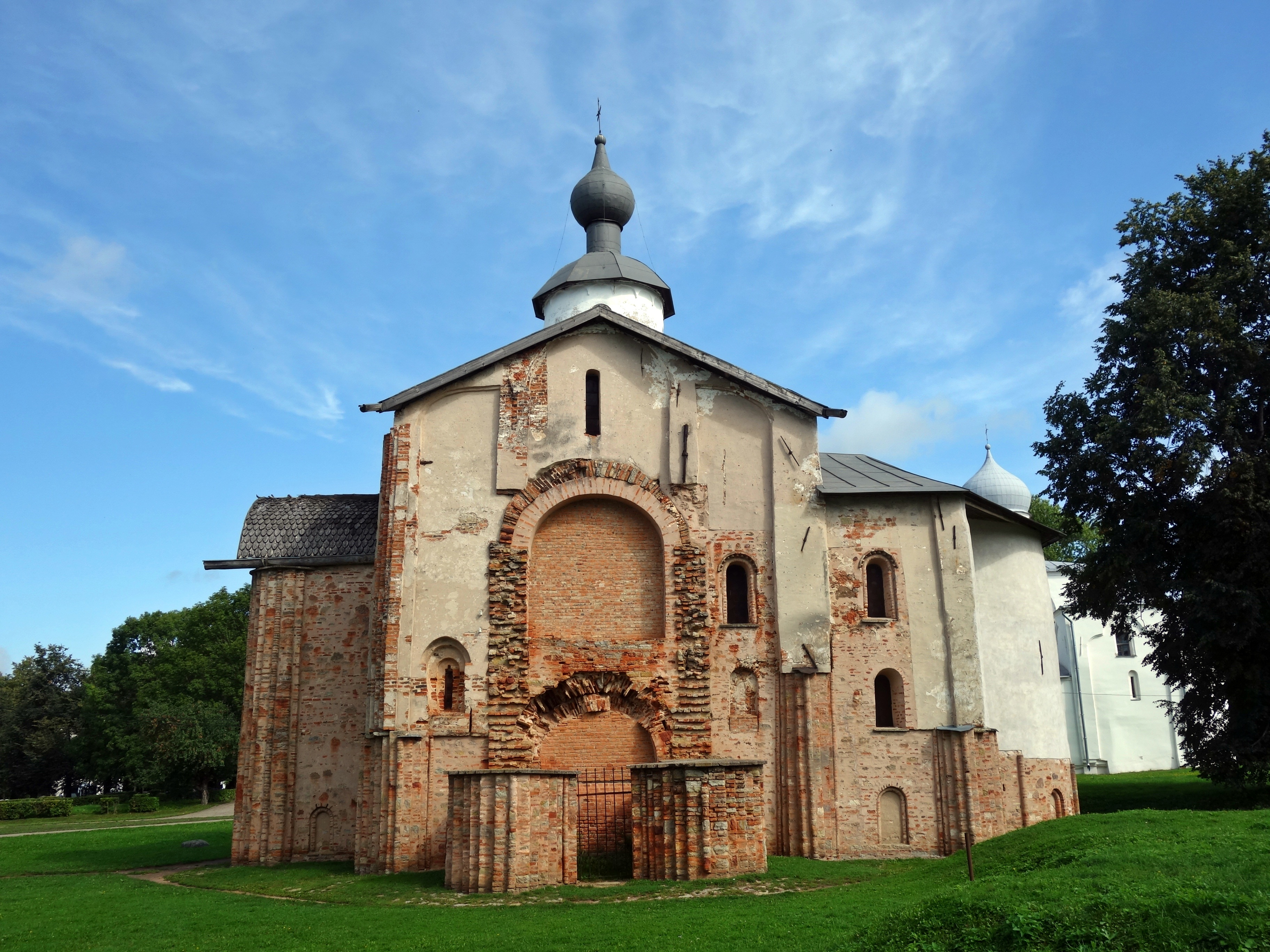
Южный фасад

Некоторые фрагменты постройки (форма апсиды, лопатки на углу северного притвора) перекликаются с архитектурой древнего Смоленска. Исследования в этом направлении помогли выяснить, что новгородская церковь Параскевы Пятницы не только в отдельных элементах, но и в целом воспроизводит облик знаменитого смоленского храма конца XII века Михаила Архангела на Смядыни. Этот факт говорит об обширных торговых и культурных связях древнего Новгорода с крупнейшими центрами Древней Руси.
Научно обоснованное соотнесение новгородского храма со смоленским позволяет предполагать, что и верхняя его часть, подвергшаяся неоднократным разновременным перестройкам, некогда соответствовала смоленскому оригиналу.
Современный облик церковь приобрела благодаря реставрации, в процессе которой были выявлены многие, но не все его древние формы. От штукатурки были освобождены участки кладки XIII—XVI веков, главку XVIII века решено было оставить без изменений.